# Parti vert Hasin'i Madagasikara
Le Parti vert Hasin’i Madagasikara (en malgache Antoko Maitso Hasin’i Madagasikara) est un parti politique malgache, fondé en juin 2009 avec comme principes fondateurs la « sagesse écologique », la justice sociale, la démocratie participative, la non-violence, le développement durable, la parité du genre et la laïcité de l'État,,.

## Programme
Le programme officiel du parti vert met l'accent sur : 
- priorisation de la politique énergétique ;
- redressement économique ;
- renforcement de l’État de droit ;
- décentralisation effective ;
- réconciliation nationale ;
- gouvernance environnementale.

## Gouvernance et partenariat
- Saraha Georget Rabeharisoa, présidente nationale

Partenaires à l’international :
- Global Greens ;
- Fédération des Verts africains (FEVA).